# Żelichów (województwo zachodniopomorskie)
Żelichów – wieś w Polsce położona w województwie zachodniopomorskim, w powiecie gryfińskim, w gminie Cedynia.
W latach 1975–1998 miejscowość należała administracyjnie do województwa szczecińskiego.